# Beernem
Beernem je obec v provincii Západní Flandry v Belgii.

## Geografie
Beernem se nachází 24 km jižně od belgického pobřeží Severního moře v arrondissementu Bruggy. Obec leží 11 km jihovýchodně od města Bruggy, 30 km severozápadně od Gentu a 80 km severozápadně od Bruselu.

## Obyvatelstvo
K 1. lednu 2017 v obci žilo 15 604 obyvatel.

## Části obce
Obec Beernem sestává z těchto částí:
- Beernem
- Oedelem
- Sint-Joris

## Doprava
Obec má vlastní výjezd z dálnice A10. V obci je také nádraží na trati Ostende – Bruggy – Beernem – Gent – Brusel; v Bruggách a Gentu se nachází nejbližší nádraží s mezinárodní dopravou.
U Ostende se nachází regionální letiště a u Bruselu se nachází mezinárodní letiště.

## Galerie

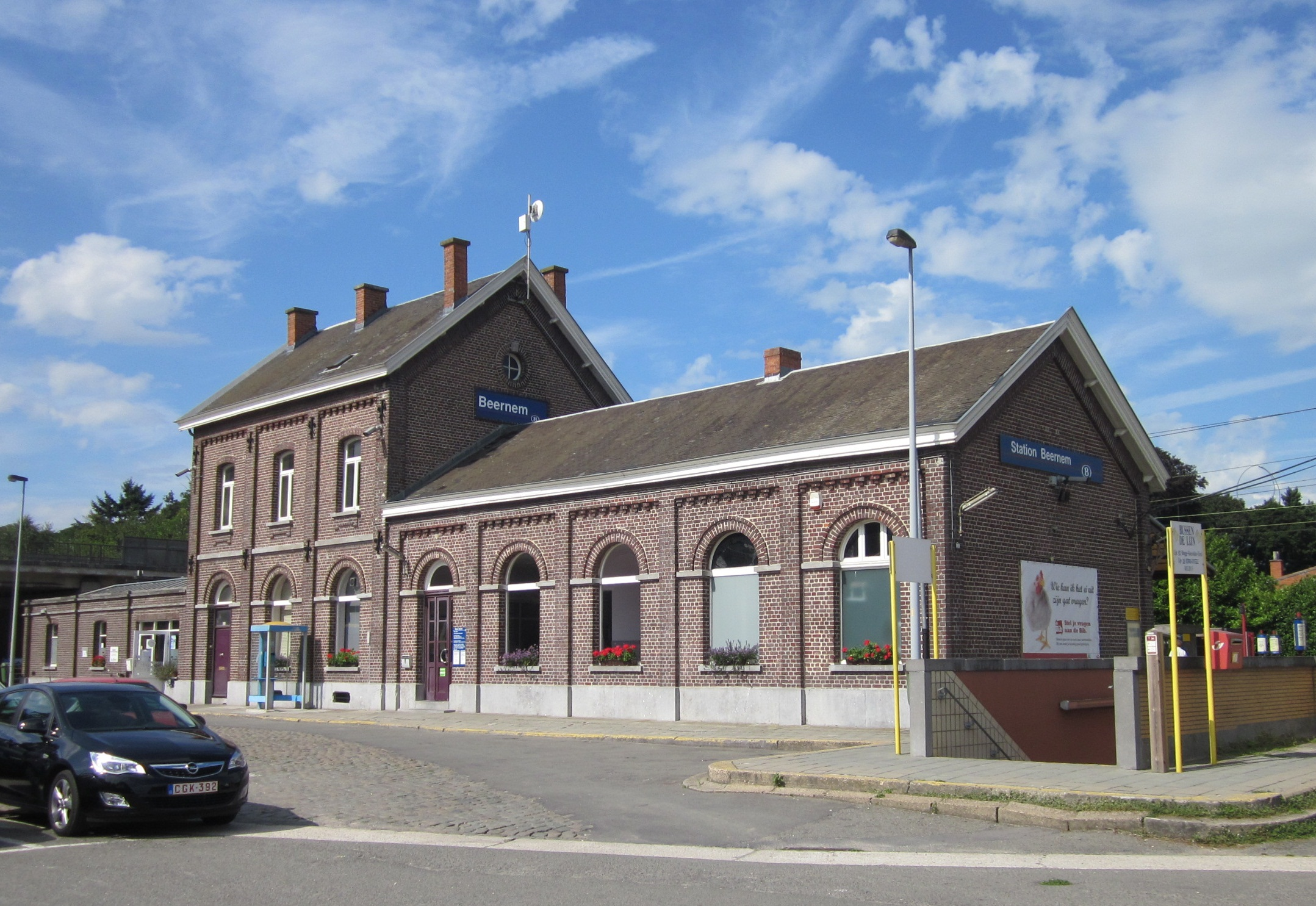
vlakové nádraží v Beernemu
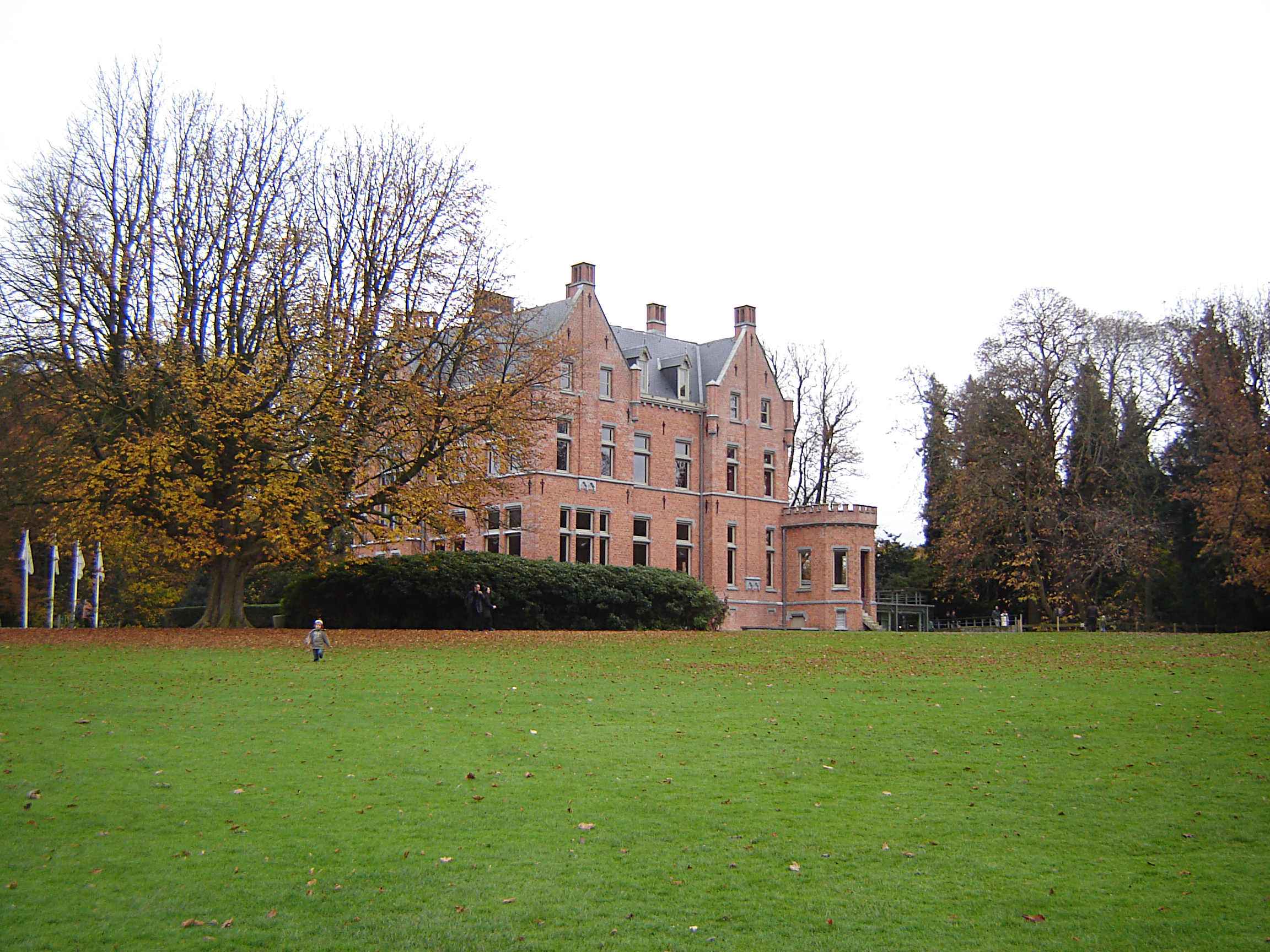
zámek Bulskampveld
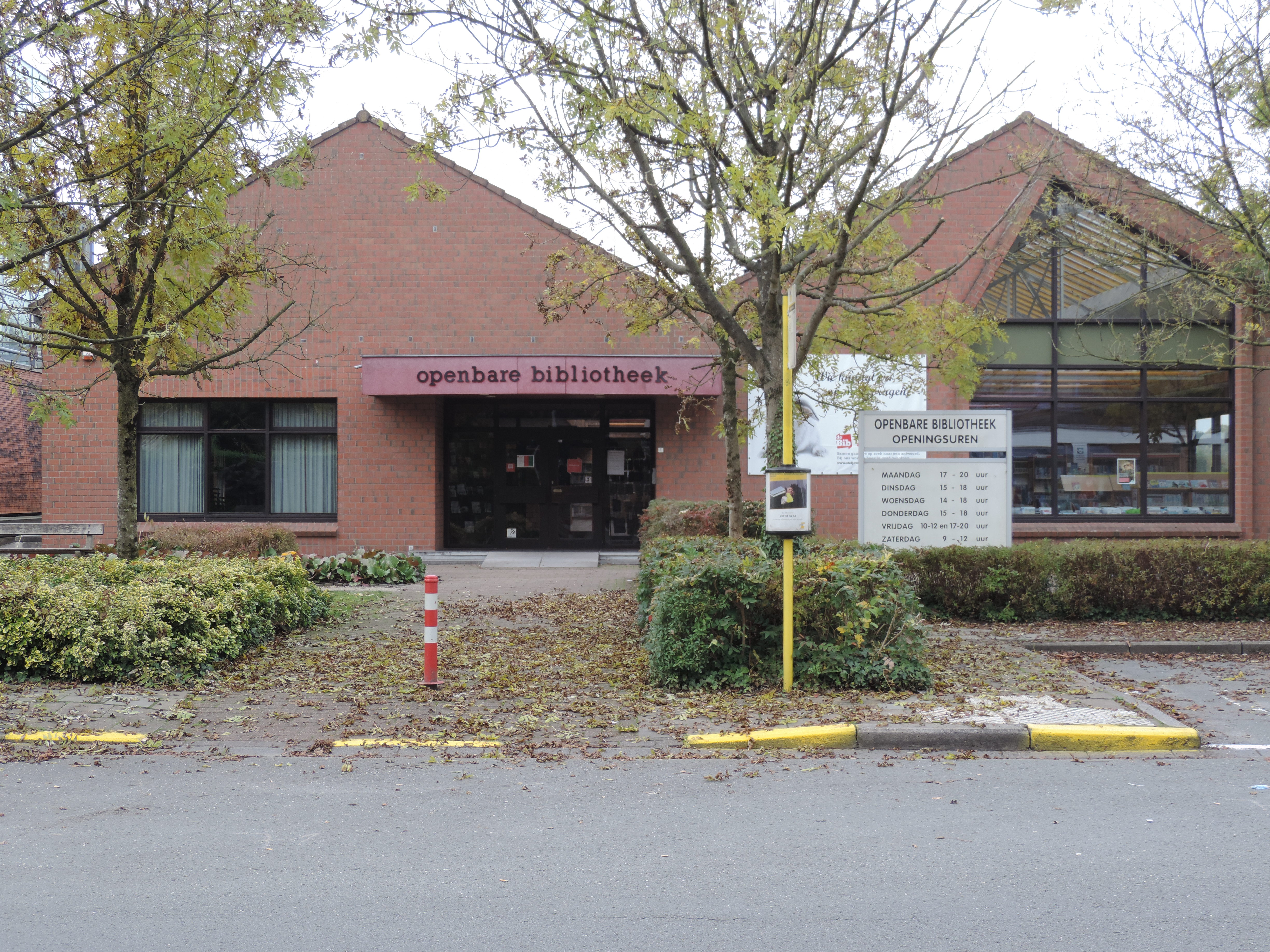
knihovna v Beernemu